# Ryjice
Ryjice é uma comuna checa localizada na região de Ústí nad Labem, distrito de Ústí nad Labem.